# 高院镇
高院镇，是中华人民共和国四川省南充市西充县下辖的一个乡镇级行政单位。2019年10月，撤销同德乡，将其所属行政区域划归高院镇管辖。

## 行政区划
高院镇下辖以下地区：
关帝庙村、花子岭村、邹家堰村、蟠龙山村、梅垭沟村、秋垭庙村、敬家庙村、石牛庙村、桶门垭村、三溪口村、石梯坎村、梓桐庙村、东龙山村、龙凤溪村、老城子村、佛华山村、公字坝村和范家庙村，同德村、董仲垭村、万泉村、龙台寺村、小神垭村、梅树湾村、凤头山村、广元湾村、玉清山村、香炉山村、大欠沟村和九头湾村。